# Họ Hoét
Họ Hoét hay Họ Hét (danh pháp khoa học: Turdidae), là một nhóm các loài chim dạng sẻ, chủ yếu sinh sống tại khu vực thuộc Cựu thế giới. Theo phân loại cập nhật gần đây, họ này chứa ít nhất 191 loài trong 19 chi

## Đặc trưng
Các loài chim trong họ Hoét là chim có kích thước từ nhỏ tới trung bình, hình dạng mập mạp, lông mềm, sinh sống trong khu vực đồng rừng và thường kiếm ăn trên mặt đất hay ăn các loại quả của các loài trong họ Hoa hồng (tầm xuân, tường vi v.v). Phần lớn các loài có màu lông xám hay nâu, thường với phần lông bụng lốm đốm.
Chúng là chim ăn sâu bọ, nhưng phần lớn các loài cũng ăn cả giun, sên và quả. Nhiều loài sống cố định trong khu vực có khí hậu ấm áp, trong khi một số loài di cư tới các vĩ độ cao hơn trong mùa hè, thường phải vượt qua những khoảng cách đáng kể.
Tổ của chúng hình chén, đôi khi được lót bằng bùn khô. Chúng đẻ 2-5 trứng đốm vỏ, đôi khi đẻ tới trên 2 lượt mỗi năm. Cả chim bố lẫn chim mẹ đều góp phần nuôi dưỡng chim con.
Giọng hót của một số loài, bao gồm các thành viên thuộc các chi Catharus, Myadestes và Turdus, được coi là thuộc nhóm hay nhất trong thế giới các loài chim.

## Phân loại

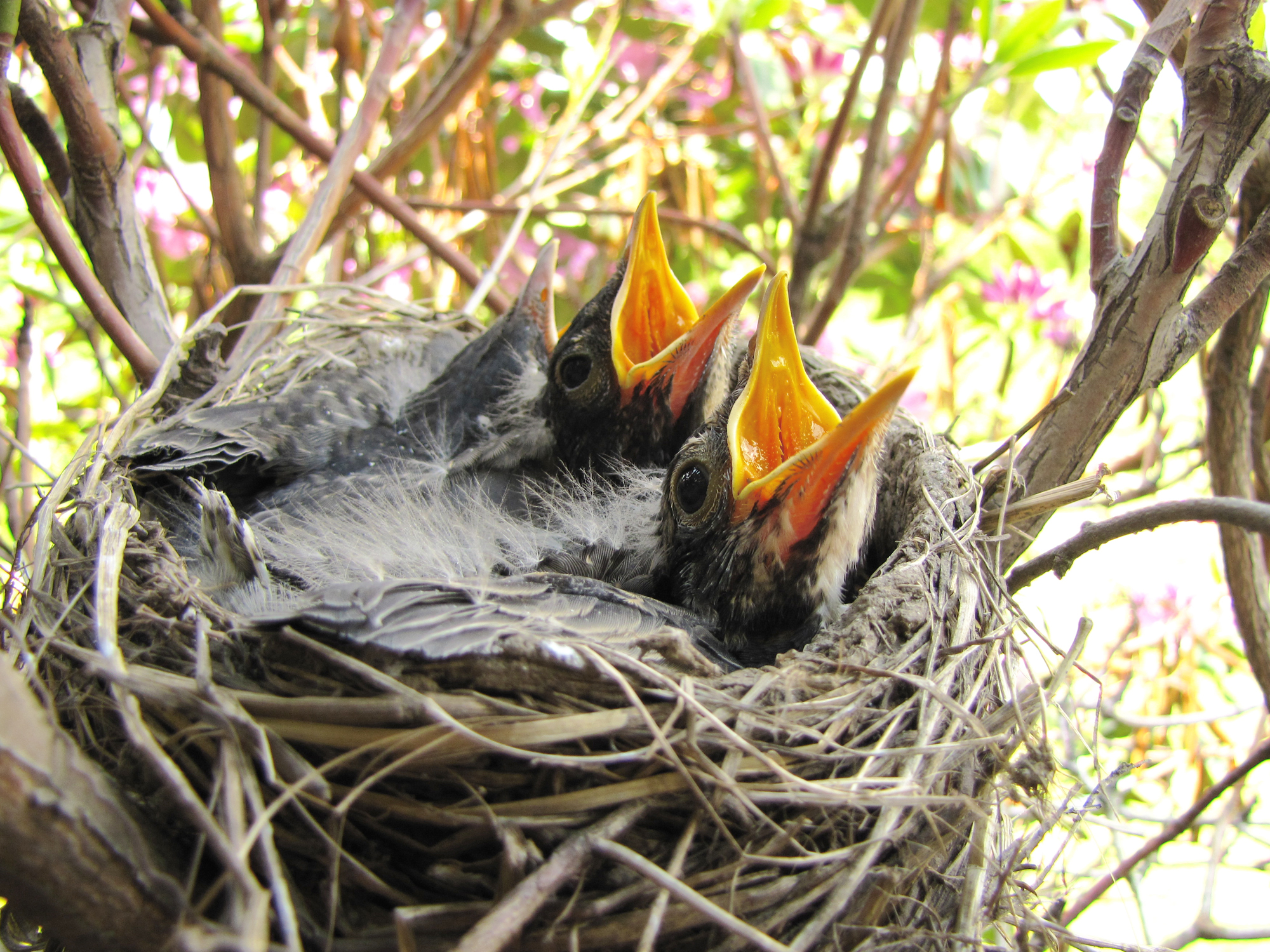
Chim cổ đỏ còn non, trong tổ

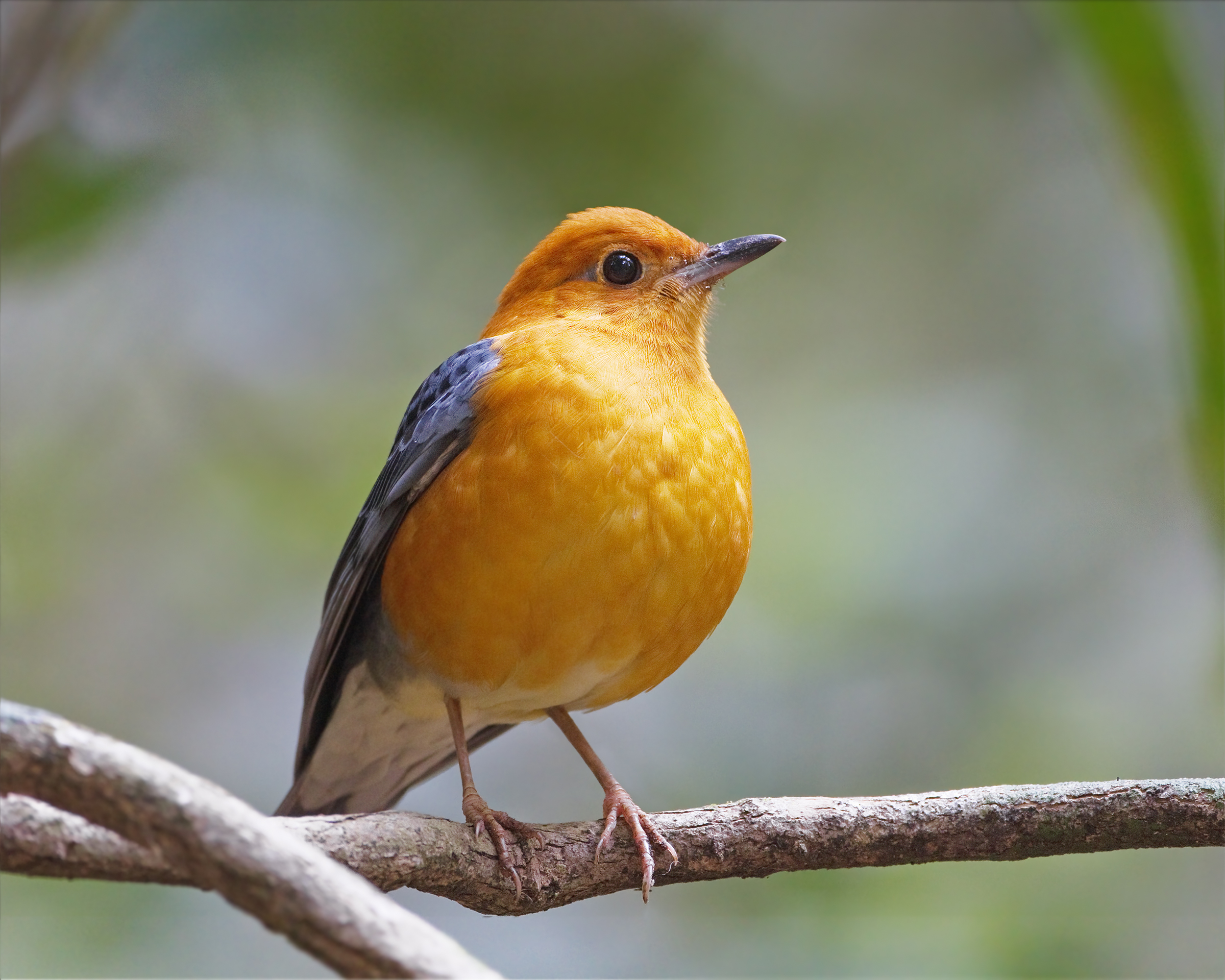
Sáo đất đầu cam

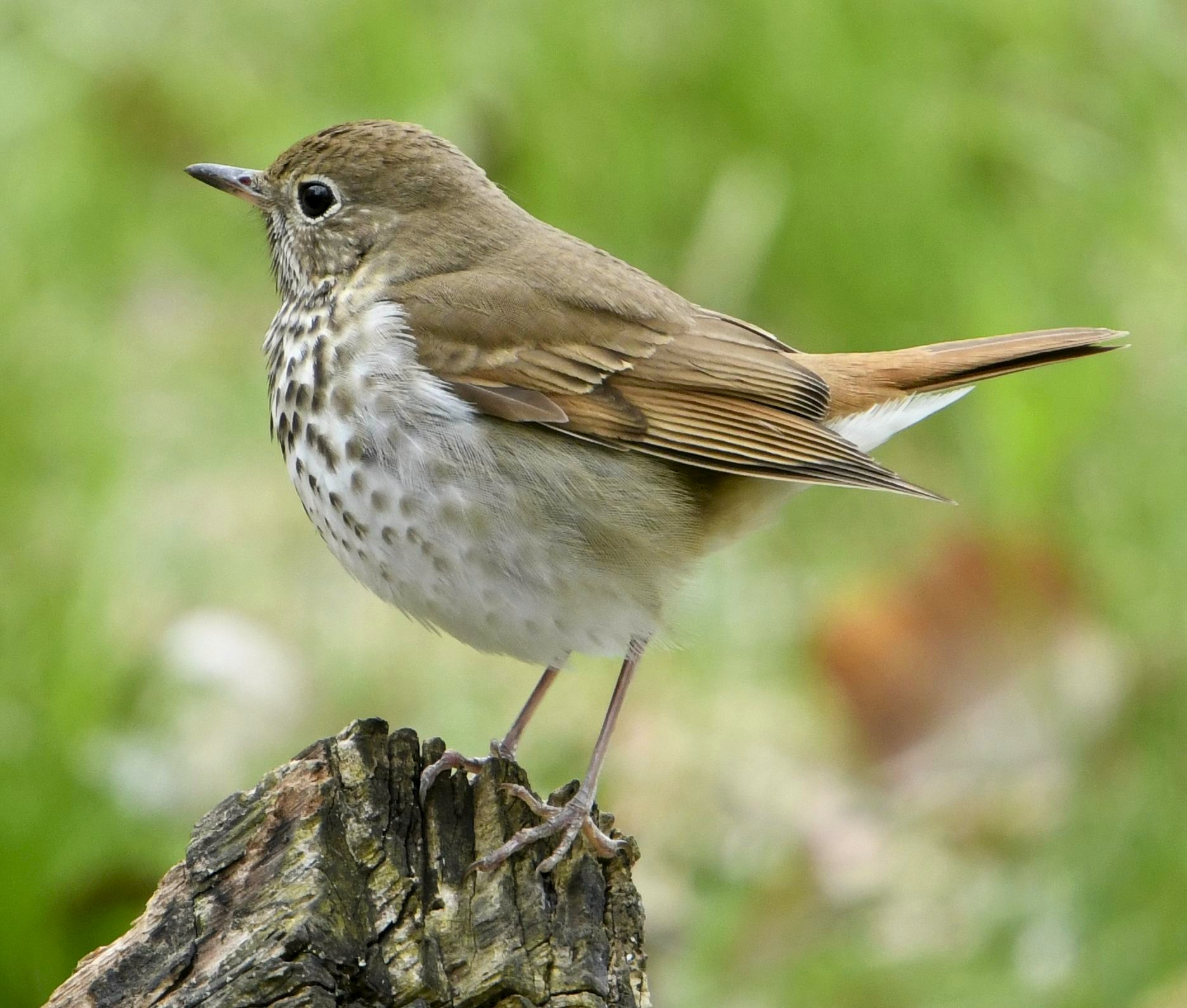
Catharus guttatus

Xử lý phân loại của họ lớn này đã có thay đổi đáng kể trong những năm gần đây. Theo truyền thống, họ Turdidae bao gồm các loài nhỏ tại Cựu thế giới, như dạ oanh (Luscinia megarhynchos) và oanh châu Âu (Erithacus rubecula) trong tông Saxicolini, nhưng phần lớn các tác giả hiện nay đặt nhóm này trong họ Đớp ruồi (Muscicapidae).
Bài này viết theo Handbook of the Birds of the World với sự biên tập của Clement và Hathaway, Thrushes (2000), giữ các loài hoét lớn trong họ Turdidae. Các nghiên cứu hóa sinh học gần đây đặt một số chi truyền thống của họ Hoét như Monticola, Pseudocossyphus, Myiophonus, Brachypteryx và Alethe trong họ Muscicapidae. Ngược lại, các chi trước đây thuộc tông Saxicolini và sinh sống ở châu Á, như Grandala và Cochoa, thì hiện nay được xếp trong họ này.

## Các chi
Dưới đây liệt kê các chi trong họ Turdidae theo trật tự phát sinh chủng loài của chúng.
- Grandala: 1 loài, chim lam cánh đen (Grandala coelicolor) - họ hàng gần với chi Sialia. Chuyển từ họ Đớp ruồi sang.
- Sialia: 3 loài chim lam châu Mỹ - họ hàng gần với chi Grandala.
- Neocossyphus: 2 loài hoét hung - họ hàng gần với Myadestes
- Stizorhina : 2 loài hoét hung, bao gồm hoét hung Fraser (Stizorhina fraseri) và hoét hung Finsch (Stizorhina finschi), tách ra từ chi Neocossyphus - họ hàng gần với Myadestes.
- Myadestes: 12 loài chim cô độc sinh tồn và 1 loài (Myadestes woahensis) mới tuyệt chủng gần đây, họ hàng gần với nhánh chứa Neocossyphus và Stizorhina.
- Cataponera: 1 loài, hoét Sulawesi (Cataponera turdoides). Vị trí chưa chắc chắn.
- Zoothera: Khoảng 20 loài sáo đất, hoét Australasia, gộp cả hoét núi Sulawesi (Geomalia heinrichi = Zoothera heinrichi). Một loài mới tuyệt chủng gần đây là hoét Bonin (Zoothera terrestris).
- Ridgwayia: 1 loài, hoét Aztec (Ridgwayia pinicola).
- Ixoreus : 1 loài hoét đa sắc (Ixoreus naevius) - họ hàng gần với các chi hoét Tân thế giới khác, như nhánh chứa [Cichlopsis + Entomodestes] và nhánh chứa nhóm [Hylocichla + Catharus].
- Cichlopsis: 1 loài, cô độc nâu hung (Cichlopsis leucogenys) - họ hàng gần với chi Entomodestes, tạo thành nhánh có quan hệ gần với nhánh chứa các chi [Hylocichla + Catharus].
- Entomodestes: 2 loài cô độc - họ hàng gần với chi  Cichlopsis, tạo thành nhánh có quan hệ gần với nhánh chứa các chi [Hylocichla + Catharus].
- Hylocichla : 1 loài, hoét rừng Bắc Mỹ (Hylocichla mustelina) - họ hàng gần với Catharus.
- Catharus: 12 loài hoét châu Mỹ điển hình và hoét-dạ oanh.
- Chlamydochaera: 1 loài, chim săn quả (Chlamydochaera jefferyi) - họ hàng gần với chi Cochoa.
- Cochoa: 4 loài cô cô.
- Geokichla: Tách ra gần đây từ chi Zoothera: Nhóm gồm 21 loài sáo đất, hoét Phi-Á, có quan hệ gần với các nhánh [Cochoa + Chlamydochaera] và [Psophocichla + Turdus] hơn là với các loài còn lại trong chi Zoothera[9].
- Psophocichla : 1 loài, hoét bới đất (Psophocichla litsitsirupa). Có thể gộp trong Turdus.
- Turdus: Khoảng 65-84 loài hoét thật sự (tùy theo quan điểm phân loại), khi gộp cả bốn loài của 3 chi liệt kê dưới đây, và 1 loài tuyệt chủng gần đây là hoét Grand Cayman (Turdus ravidus). Ba chi được gộp trong chi Turdus là do tính cận ngành của chúng với chi này[10][11].
  - Cichlherminia: 1 loài, hoét rừng Caribe (Cichlherminia lherminieri) - cận ngành với Turdus. Nay là Turdus lherminieri.
  - Platycichla: 2 loài hoét, bao gồm hoét mắt nhạt (Platycichla leucops) và hoét chân vàng (Platycichla flavipes) - một phần của nhóm Nam Mỹ, bị lồng sâu trong phạm vi chi Turdus. Danh pháp tương ứng hiện nay là Turdus leucops và Turdus flavipes.
  - Nesocichla: 1 loài, hoét Tristan (Nesocichla eremita) - một phần của nhóm Nam Mỹ, bị lồng sâu trong phạm vi chi Turdus. Nay là Turdus eremitus.

## Di chuyển
Hiện nay chi Chaetops, với 2 loài chim nhảy đá ở miền nam châu Phi, được coi là tạo thành họ khác biệt với danh pháp Chaetopidae với quan hệ họ hàng xa với chi Picathartes.
Về các loài và chi khác trước đây từng được phân loại trong họ Turdidae, xem các bài Muscicapidae và Saxicolinae.

## Hình ảnh

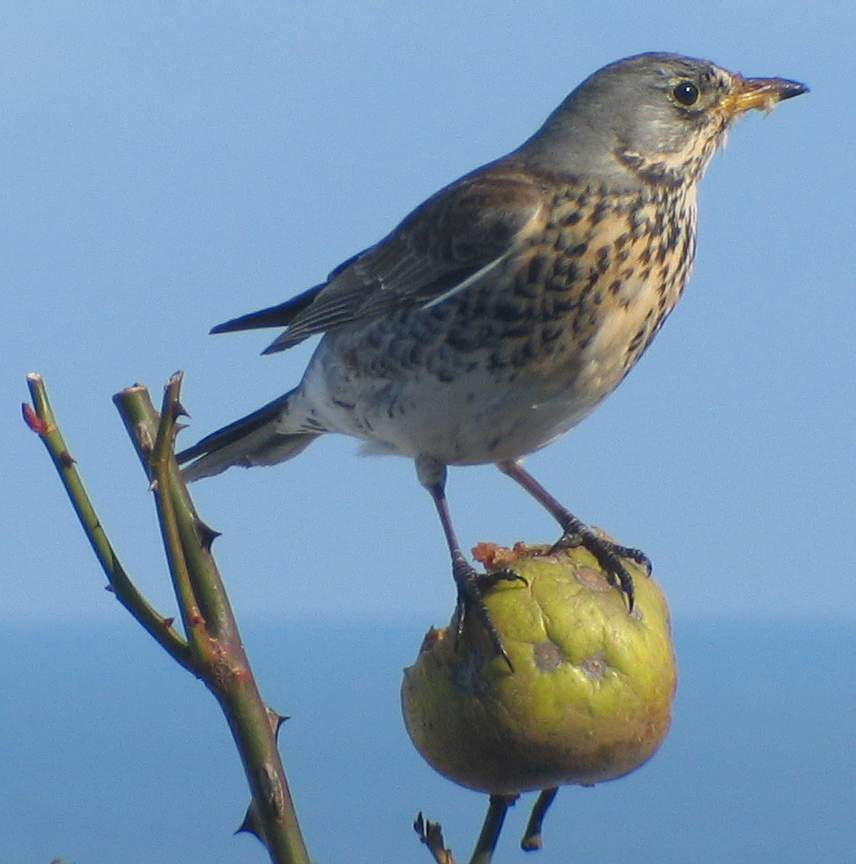
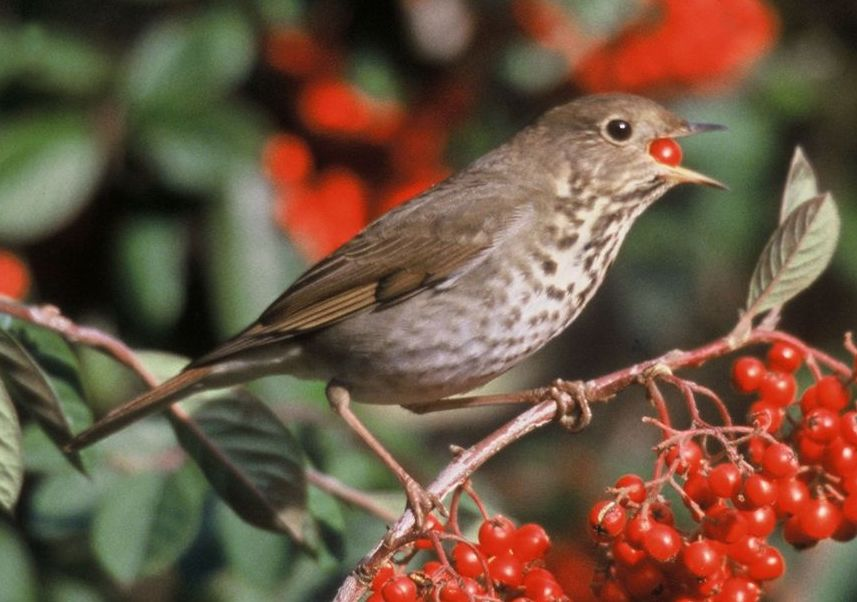
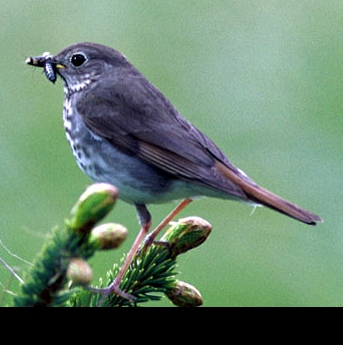
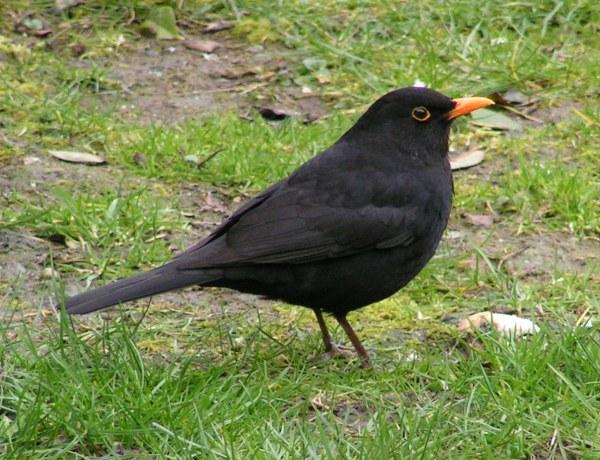